# Darío Pereyra
Alfonso Darío Pereyra Bueno (Montevideo, 19 ottobre 1956) è un allenatore di calcio, ex calciatore e dirigente sportivo uruguaiano, di ruolo libero.

## Caratteristiche tecniche
Giocava come libero. Il suo punto forte era la tenuta fisica, una buona tecnica ed un certo agonismo.

## Carriera

### Club
Iniziò la sua carriera nel Nacional Montevideo in cui debuttò a 18 anni, diventandone il capitano a 19. Il 17 ottobre 1977 fu messo sotto contratto dal San Paolo, e fu il secondo acquisto più costoso di quel periodo, con 5 milioni di cruzeiros. Quel giorno sbarcò all'Aeroporto de Congonhas indossando la maglia del São Paulo e fu ricevuto con molto entusiasmo dalla tifoseria. Ancora non poteva trasferirsi, inoltre non giocava da luglio e i suoi documenti non erano ancora in regola. Ricevette un'offerta dal Real Madrid ma il giocatore non aveva alcun interesse nel giocare in Spagna.
L'11 dicembre, debuttò in una partita contro Internacional, a Porto Alegre, finita 4 a 1; entrò nel secondo tempo al posto di Zequinha. L'uruguaiano fece un'ottima impressione, non solo per la sua prestazione in campo ma anche per il suo comportamento in panchina.
All'inizio con il San Paolo giocava come regista e, a volte, centrocampista difensivo.
Durante il Campeonato Paulista 1980, il 16 luglio, l'allenatore Carlos Alberto Silva lo fece giocare nel ruolo di libero Ponte Preta. In quella posizione fu poi confermato e il San Paolo conquistò il campionato statale, titolo che mancava da cinque anni. Poco dopo la fine del campionato, i giornalisti domandavano a Carlos Alberto Silva se pensava di collocare Darío a centrocampo, il tecnico rispondeva: "Per caso siete impazziti?" Aveva giocato molto poco in difesa, prima di quella partita, solo metà di un tempo con la nazionale e poco con il Nacional. Nel 1981, vinse la Bola de Prata come miglior giocatore nel suo ruolo del Taça de Ouro 1981 (fatto che si ripeté nel 1983 e 1986) e fu uno dei giocatori più significativi nella vittoria del secondo Campionato Paulista consecutivo.
Nonostante fosse considerato all'epoca il miglior giocatore del San Paolo, si distingueva per la sua modestia. "Un difensore riesce nel suo compito quando diminuisce la zona di gioco dell'avversario secondo le sue necessità", disse a Placar nell'aprile 1981."
Durante gli 11 anni di militanza al Morumbi, formò una coppia difensiva con Oscar che frequentemente è ricordata come una delle migliori della storia del San Paolo. Giocò in totale 451 partite nel San Paolo, segnando 38 gol, e, dopo il Campeonato Paulista 1988, si trasferì al Flamengo, con cui disputò 12 partite durante il II Copa União. Successivamente, si trasferì al Palmeiras, agli inizi del 1989. A 32 anni, non si mantenne sui livelli passati e rimase in panchina durante il Campeonato Brasileiro Série A 1989, dopo essere stato titolare per la maggior parte del Campeonato Paulista 1989. L'anno seguente si trasferì al Gamba Osaka, in Giappone, che all'epoca si chiamava Matsushita Electronic, dove chiuse la carriera due anni più tardi.

### Nazionale
Giocò durante il campionato del mondo 1986 con la Nazionale uruguaiana.

### Allenatore
Pereyra fu vice allenatore del San Paolo nel 1997 quando assunse l'incarico ad interim, che fino ad allora era stato ricoperto dal Muricy Ramalho. Con lui in panchina, la squadra si riprese da una stagione non positiva, conclusasi con il 13º posto nel campionato nazionale. Dopo l'inizio del Torneio Rio-São Paulo 1998, fu sostituito da Nelsinho Baptista. dopo la sconfitta con il Fluminense, l'11 febbraio.
Il 3 ottobre dello stesso anno, il Coritiba lo assunse come quinto allenatore di quella stagione. Nella capitale paranaense, terminò con sei vittorie e cinque pareggi in 13 partite dopo aver sostituito Valdir Espinosa, ma se andò dopo il Campeonato Brasileiro Série A 1998 per allenare l'Atlético-MG, dove vinse il campionato Mineiro 1999. Nel Campeonato Brasileiro Série A 1999, l'Atlético arrivò al secondo posto, ma Pereyra fu esonerato dopo una sconfitta contro il Guarani per 4 a 0.
Proprio il club di Campinas lo assunse per partecipare alla Copa João Havelange, nel 2000. Fu però sostituito nel corso della stagione dal suo ex-allenatore Carlos Alberto Silva. La stagione successiva fu chiamato ad allenare il Corinthians, ma rimase in carica per sole sei partite. Dopo il cattivo inizio al Torneio Rio-São Paulo e nel Campeonato Paulista 2001, fu sostituito da Vanderlei Luxemburgo.
All'inizio del 2003, fu messo sotto contratto dal Paysandu per sostituire Hélio dos Anjos, che aveva sorprendentemente preferito allenare lo Sport, che disputava la Série B, mentre il Paysandu avrebbe disputato la Coppa Libertadores 2003 e la Série A. Con lui alla guida il Paysandu, alla prima partecipazione alla Libertadores, vinse il girone della prima fase e vinse anche contro il Boca Juniors a La Bombonera, a Buenos Aires, il 24 aprile. La squadra argentina però ribaltò il risultato al ritorno ed eliminò il Paysandu ma la vittoria fu comunque considerata storica, dato che solo il Santos durante la Coppa Libertadores 1962 e il Cruzeiro nella Coppa Libertadores 1994 avevano battuto il Boca nel suo stadio. Dopo una sconfitta in casa per 3-1 subita dal Coritiba, il 25 maggio, Pereyra fu esonerato.
Il 15 giugno, assunse l'incarico di allenatore del Grêmio, che aveva esonerato il tecnico Tite, ma con vari problemi in rosa, Pereyra fu sostituito dopo sole otto partite da Nestor Simionato, dopo la sconfitta contro il Vasco da Gama il 20 luglio. Il suo ultimo incarico da allenatore fu quello con la Portuguesa, che lo assunse per la stagione 2004, ma, durante la Série B fu sostituito nuovamente.

## Palmarès

### Giocatore
- Campionato uruguaiano: 1

Nacional: 1976
- Campionato brasiliano: 2

San Paolo: 1977, 1986
- Campionato paulista: 4

San Paolo: 1980, 1981, 1985, 1987
- Coppa dell'Imperatore: 1

Gamba Osaka: 1990

### Allenatore
- Campionato Mineiro: 1

Atlético Mineiro: 1999